# Young Island (Grenadinen)
Young Island ist eine der kleinsten Inseln der Grenadinen und Teil des Staates St. Vincent und die Grenadinen. Sie liegt unmittelbar südlich von St. Vincent, von der Hauptinsel durch einen etwa 180 m breiten Kanal getrennt. Der Name geht auf den ehemaligen britischen Gouverneur von St. Vincent William Young zurück. 

## Geographie
Young Island gehört zu den Grenadinen, einer Inselgruppe der Kleinen Antillen, verwaltungstechnisch gehört sie zum Parish Saint George. Die Insel liegt 180 m südlich der Hauptinsel St. Vincent am Eingang der Calliaqua Bay und besteht aus Vulkangestein. Unmittelbar südlich von Young Island, in weniger als 60 Meter Abstand zur Insel, erhebt sich das aus dem 18. Jahrhundert stammende und teilweise aus einer 60 m hohen, kegelförmigen Felseninsel herausgehauene Fort Duvernette aus dem Meer.

## Verkehr und Tourismus
Young Island ist nur mit einer kleinen Fähre zu erreichen, die regelmäßig von und nach St. Vincent verkehrt. Die Insel befindet sich in privater Hand, bereits vor 1974 begannen die Arbeiten zum Bau einer Luxus-Feriensiedlung. Derzeit umfasst die Siedlung 29 Cottages.